# Oulad Tayeb
Oulad Tayeb (arabisch أولاد الطيب; Zentralatlas-Tamazight ⵡⵍⴰⴷ ⵟⵢⵢⴱ Wlad Ṭyyeb) ist eine etwa 45.000 Einwohner zählende städtische Gemeinde (commune urbane) in der Sais-Ebene und ein südlicher Vorort der Millionenstadt Fès im Norden Marokkos. Oulad Tayeb gehört zur Präfektur Fès in der Region Fès-Meknès.

## Lage
Oulad Tayeb liegt in ca. 600 m Höhe zwischen Fès (ca. 8 km nördlich) und dem südlich gelegenen Flughafen Fès-Saïss.

## Bevölkerung
| Jahr      | 1994  | 2004  | 2014   | 2024   |
| Einwohner | k. A. | 5.056 | 14.187 | 44.614 |

Oulad Tayeb ist als Commune urbane eingestuft und hat einen überwiegend städtischen Charakter.

## Wirtschaft
Es gibt Felder und Olivenbaumplantagen; auch die Zucht von Schafen und Ziegen wird vereinzelt noch immer betrieben.